# Musi (Botswana)
Musi – wieś w Botswanie w dystrykcie Southern. Według spisu ludności z 2011 roku wieś liczyła 296 mieszkańców.